# Miconia acanthocoryne
Miconia acanthocoryne är en tvåhjärtbladig växtart som beskrevs av John Julius Wurdack. Miconia acanthocoryne ingår i släktet Miconia och familjen Melastomataceae. Inga underarter finns listade i Catalogue of Life.